# Piotr Lavrov
Pour les articles homonymes, voir Lavrov.
Piotr Lavrovitch Lavrov (ou Pierre Lavroff, aussi orthographié Pierre Lavrov, en russe : Пётр Лаврович Лавров) (14 juin 1823 dans l'Empire russe - 6 février 1900 à Paris) est un écrivain russe, mathématicien, philosophe et sociologue, colonel qui fut destitué en raison de ses affinités avec les socialistes révolutionnaires de narodniki et fut contraint de s'exiler en France en 1870.

## Biographie

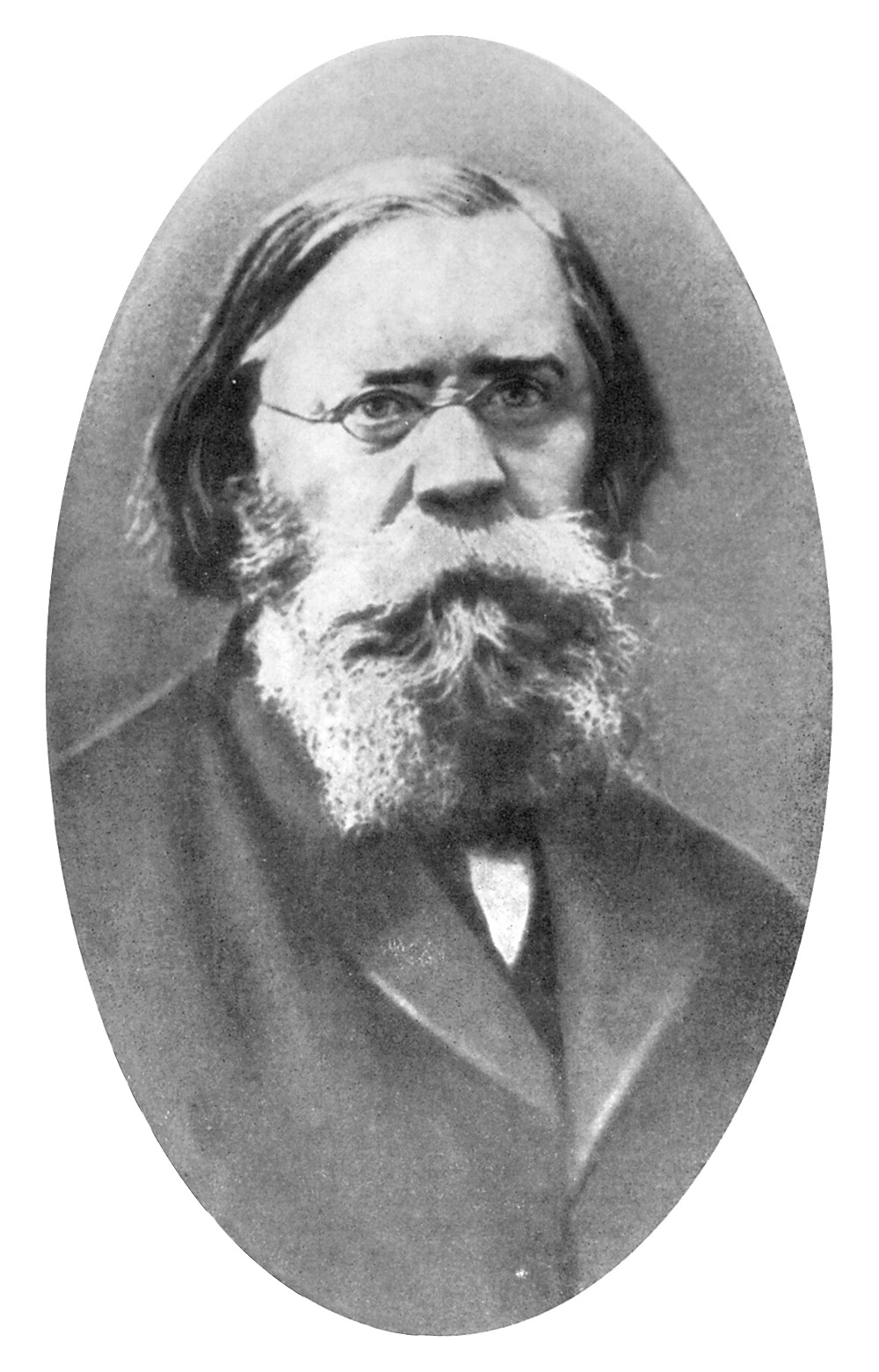
Piotr Lavrovitch Lavrov

Né le 14 juin 1823 à Melekhovo, région de Pskov, il devient professeur de mathématiques à Saint-Pétersbourg à l'âge de vingt et un ans. Il collabore au Dictionnaire encyclopédique russe (1864).
Influencé par Nicolaï Tchernychevski, il adhère au mouvement Zemlia i Volia (Terre et Liberté). Professeur à l'Académie militaire de Saint-Pétersbourg, il fut destitué et condamné à la relégation pour ses écrits révolutionnaires, les Lettres historiques,. Il est arrêté à la suite d'un attentat en 1866 [réf. nécessaire]. Déporté [réf. nécessaire], il envoie à la revue Nedelja (La Semaine) ses Lettres historiques (1869) sous le nom de Mirtov.
Pour échapper à la relégation, il s'exila en France en 1870, juste avant la Commune de Paris, et s'affilie à la Première Internationale. Il prend part à la Commune dont il est un des délégués à Bruxelles et à Londres. Il se réfugie à Genève où il crée la revue Vpered (En avant).
En 1877, de retour à Paris, il devint membre de la Société d'anthropologie de Paris, laquelle lui rendit hommage à sa mort. Il fonde Le Messager de la volonté du peuple, revue dans laquelle il prône l'abandon du « terrorisme » [réf. nécessaire]. En 1882 il est expulsé de France (en vertu de la loi du 3 décembre 1849) pour avoir créé une société de secours aux prisonniers politiques et déportés russes. Il rejoint alors Londres, où il crée une société similaire avec Véra Zassoulitch, sans être inquiété par les autorités en raison de la plus grande tolérance anglaise. Il collabore à Matériaux pour l'histoire du mouvement socialiste (1892-1896). À sa mort, il travaillait à une œuvre philosophique, Essai sur l'histoire de la pensée dans les temps modernes.
Il meurt le 6 février 1900, en son domicile au 328 rue Saint-Jacques, à Paris 5e arrondissement.

## Les lettres à Jules Huret (1897)
Lavroff fut interviewé notamment par le journaliste Jules Huret, du Figaro, qui le présentait en 1897 comme le « Chef spirituel et moral des socialistes russes (…) connu dans le monde savant par un important ouvrage, L'Essai sur l'Histoire de la Pensée humaine ».
Au cours de cette lettre, datée du 22 novembre 1892, Lavroff prit soin de distinguer les « partisans du terrorisme révolutionnaire en Russie » de la « propagande par le fait », inscrivant les attentats commis par les socialistes-révolutionnaires contre le régime tsariste dans la lignée des tyrannicides, soutenus par le peuple et comme n'étant pas des « crimes ». Il pensait possible un soulèvement moujik, « à la condition que l'initiative de ce mouvement vint d'un parti révolutionnaire bien organisé dans les villes ». L'entretien traite aussi du nihilisme, qualifié de « recherche de la vérité » faite « au nom des sciences naturelles et de la philosophie de Hegel », « de la lutte contre l'asservissement du paysan et de la dignité personnelle, de l'émancipation de la femme et de la dette à payer par la classe civilisée et pensant au peuple, qui lui avait fourni par ses souffrances et son travail toutes les ressources de la civilisation et de la pensée ».